# Бином
Бином (от лат. bis — дважды, nomen — имя) или двучлен — частный случай полинома (многочлена), состоящего из двух слагаемых мономов (одночленов). Например:
{\displaystyle a+b,\ a-b,\ a^{2}+b^{2},\ 3b-4b^{3}.}
Для вычисления степеней биномов используется бином Ньютона. Например, в случае второй степени:
{\displaystyle (a+b)^{2}=a^{2}+2ab+b^{2}.}
Также используются формулы 
{\displaystyle (ax+b)(cx+d)=acx^{2}+(ad+bc)x+bd,}
{\displaystyle (a+b)(a-b)=a^{2}-b^{2}.}